# Herbertus stramineus
Herbertus stramineus là một loài rêu tản trong họ Herbertaceae. Loài này được (Dumort.) Lett miêu tả khoa học lần đầu tiên năm 1902.